# Nighthawks at the Diner
| Recensione              | Giudizio        |
| ----------------------- | --------------- |
| AllMusic                |                 |
| Robert Christgau        | B               |
| Debaser                 |                 |
| Sputnikmusic            | 4.0 (Excellent) |
| Piero Scaruffi          |                 |
| Ondarock                |                 |
| Dizionario del Pop-Rock |                 |
| 24.000 dischi           |                 |

Nighthawks at the Diner è un doppio album di Tom Waits, terzo della discografia del cantautore statunitense, pubblicato dalla casa discografica Asylum Records nell'ottobre del 1975.
Il titolo dell'album è stato ispirato dal celebre dipinto del 1942 di Edward Hopper, intitolato appunto Nighthawks.

## Tracce

### LP
Lato A
Testi e musiche di Tom Waits.
1. (Opening Intro) – 2:59
2. Emotional Weather Report – 3:43
3. (Intro) – 2:18
4. On a Foggy Night – 3:49
5. (Intro) – 1:55
6. Eggs and Sausage (In a Cadillac with Susan Michelson) – 4:13

Lato B
Testi e musiche di Tom Waits.
1. (Intro) – 3:22
2. Better Off Without a Wife – 3:53
3. Nighthawk Postcards (From Easy Street) – 11:27

Lato C
Testi e musiche di Tom Waits, eccetto dove indicato.
1. (Intro) – 0:55
2. Warm Beer and Cold Women – 5:21
3. (Intro) – 0:48
4. Putnam County – 7:34
5. Spare Parts - I (A Nocturnal Emission) – 6:23 (Tom Waits, Chuck E. Weiss)

Lato D
Testi e musiche di Tom Waits, eccetto dove indicato.
1. Nobody – 2:49
2. (Intro) – 0:41
3. Big Joe and Phantom 309 – 6:30 (Tommy Faile)
4. Spare Parts - II and Closing – 5:14

## Musicisti
- Tom Waits – voce
- Tom Waits – piano (brani: Eggs and Sausage, Better Off Without a Wife, Warm Beer and Cold Women, Putnam County e Nobody)
- Tom Waits – chitarra (brani: On a Foggy Night e Big Joe and Phantom 309)
- Mike Melvoin – piano (brani: Emotional Weather Report, On a Foggy Night, Spare Parts I & II e Nighthawk Postcards)
- Mike Melvoin – piano elettrico (brani: Eggs and Sausage, Better Off Without a Wife, Warm Beer and Cold Women e Putnam County)
- Pete Christlieb – sassofono tenore
- Jim Hughart – contrabbasso
- Bill Goodwin – batteria

Note aggiuntive
- Bones Howe – produttore
- Registrazioni effettuate al The Record Plant e al Wally Heider Recording, Hollywood (California) 30 e 31 luglio 1975
- Bones Howe – ingegnere delle registrazioni
- Rick Smith, Ron Marks, Kelly Kotera, Steve Smith e "Big Norm" Dlugatch – assistenti ingegnere delle registrazioni
- Terry Dunavan – mastering (effettuato al Elektra Sound Recorders di Los Angeles)
- Cal Schenkel – design copertina album originale
- Norman Seeff – foto copertina frontale e interne album originale
- Matt Kramer – foto retrocopertina album originale [12]